# Eindhoven

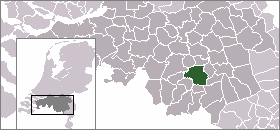
bản đồ Eindhoven

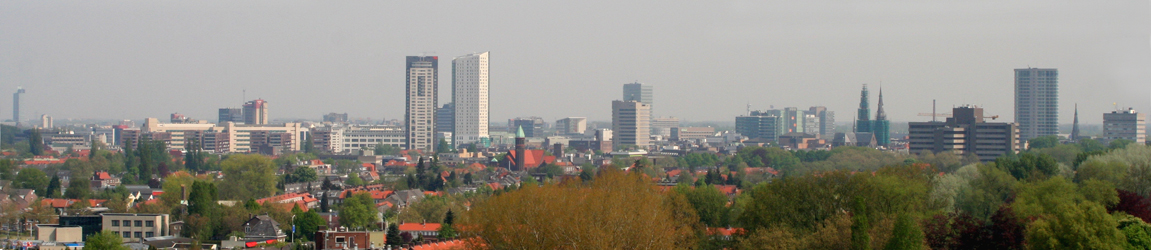
Eindhoven

Eindhoven là một khu tự quản và là thành phố nằm ở tỉnh Noord-Brabant phía nam Hà Lan, từng nằm ở ngã ba nhánh Dommel và Gender. Nhánh sông Gender đã được ngăn đập sau thế chiến II nhưng nhánh sông Dommel vẫn chảy qua thành phố.
Các thành phố và thị trấn bao quanh gồm: Son en Breugel, Nuenen, Geldrop-Mierlo, Heeze-Leende, Waalre, Veldhoven, Eersel, Oirschot và Best. Thành phố này có dân số khoảng 440.000 người. Vùng đại đô thị (bao gồm Helmond) có dân số gần 750.000 người. Đây là thành phố lớn thứ 5 Hà Lan.